# Bagoes (visir)
Bagoes (Bagoas) fou visir de l'Imperi persa aquemènida. Probablement és la mateixa persona esmentada com a Bagoses a les fonts jueves. Se li atribueix origen egipci i és descrit com a molt mala persona per Diodor de Sicília. La seva biografia és coneguda mercès a Diodor de Sicília que en una secció de la seva "Història del món", en fa esment. Segons Diodor, Bagoes era un eunuc que fou xiliarca (equivalent a visir) del rei Artaxerxes III de Pèrsia Ocos. No era membre de la noblesa però els eunucs havien arribat a posicions importants a l'imperi perquè els nobles podien ser potencials rivals dels reis. Les fonts gregues el fan favorit d'Artaxerxes III de Pèrsia.
Bagoses apareix restaurant l'orde a Judea en temps d'Artaxerxes III i se sap que Bagoes va estar el 343 aC a Egipte participant activament en la derrota de Nectabeu I: el 350 aC en l'expedició a Egipte, Bagoes va ser incorporat a l'estat major de Mentor de Rodes; quan el tebà Làcrates va conquerir Pelúsion, Bagoes fou enviat a prendre possessió de la ciutat, però va permetre als soldats perses saquejar la guarnició dels mercenaris grecs a la ciutat contra l'acord establert i fou amonestat pel rei. Després va pactar amb la guarnició egípcia de Bubastis, que li va obrir les portes de la ciutat però fou atacat pels grecs que el van fer presoner i Mentor va rebre llavors formalment la submissió de Bubastis, i finalment el va alliberar. Tots i aquests incidents remarcats pels grecs, en general va tenir un paper destacat en la submissió d'Egipte.
Se li va donar com a recompensa la direcció suprema de les satrapies orientals reunides sota la seva direcció (Mentor tindria el govern de les províncies occidentals). Segurament fou després d'això que el rei el va cridar i el va nomenar xiliarca o visir.
Diodor diu que Bagoes va matar el rei i als seus fills perquè Artaxerxes oprimia al poble cruelment (és a dir que el rei havia perdut el suport popular i finalment Bagoes el va enverinar el 338 aC). Però per les experiències posteriors el més segur és que hagués caigut en desgràcia o almenys que volés
 el poder. No obstant les darreres teories el suposen innocent d'aquest crim, perquè una tauleta cuneïforme del Museu Britànic (BM 71537) diu que Artaxerxes III va morir de causes naturals i perquè entre les persones que Diodor diu que va enverinar ni han algunes que apareixen vius al temps d'Alexandre el gran, per exemple la reina Parysatis.
Bagoes va proclamar rei al jove fill d'Artaxerxes III, de nom Arses. Diodor el pinta com un titella en mas de Bagoes, però si realment aquest no fos un assassí, Arses s'hauria limitat a agrair a l'eunuc el seu suport. Se sap que Bagoes va tenir en aquesta època una gran finca a Babilònia, famosa pels seus jardins, i un palau a Susa.
Només iniciar-se el regnat d'Arses es va revoltar Egipte, i vers el 337 aC també va seguir segurament Babilònia. El 336 aC Egipte tornava a estar controlat però a la primavera el general macedoni Parmeni va creuar l'Hel·lespont. Se suposa a la noblesa inquieta i descontenta per estar dirigits per un rei molt jove i per un eunuc. El príncep Artašata, un parent d'Arses dirigia a la noblesa, i va obtenir el suport de molts nobles. Arses podia haver decidir la deposició del seu visir, situació coincident amb el relat de Diodor. Bagoes es va veure obligat a matar el rei l'estiu del 336 aC, però això no hauria impedit la proclamació d'Artašata amb el nom de Darios III de Pèrsia Codomà. Diodor diu que aquest no es deixava dominar per Bagoes i llavors l'eunuc el va voler enverinar però el rei el va descobrir i li va fer veure el verí. La teoria actual suposa que simplement Darios III el va fer executar vers el 335 aC.